# 71st Infantry Division (Vereinigte Staaten)
Die 71st Infantry Division (deutsch 71. US-Infanteriedivision) war ein Großverband der US-Army im Zweiten Weltkrieg und im Kalten Krieg.

## Geschichte

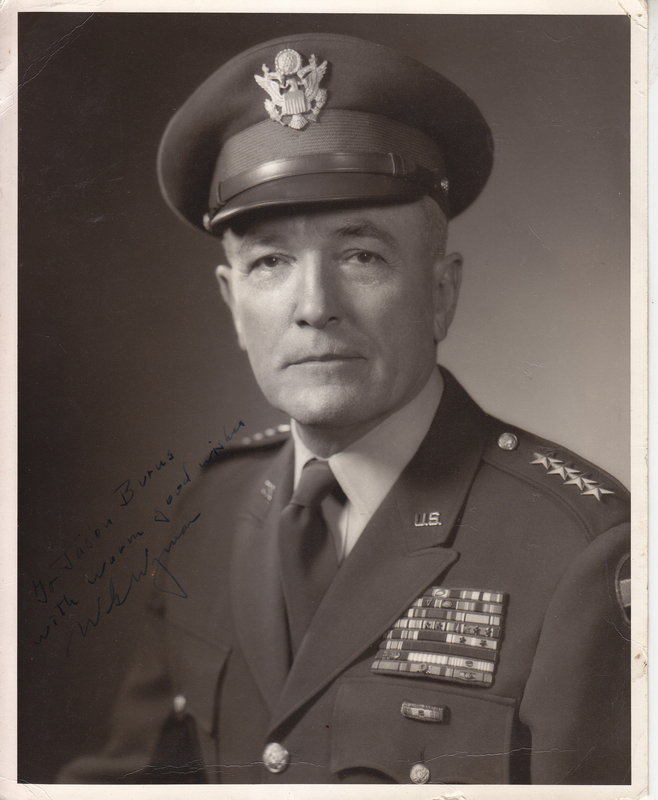
Divisionskommandeur General Willard Gordon Wyman

Die Aufstellung der Division erfolgte am 15. Juli 1943 in Camp Carson, Colorado. Da das 14th Infantry Regiment der Division zuvor am Panama-Kanal stationiert war und über einige Erfahrung im Dschungelkampf verfügte, sollte der Verband erst im Pazifikkrieg gegen die Japaner eingesetzt werden. Nach der Ausbildung der Division wurde dieser Plan jedoch verworfen. Am 26. Januar 1945 wurde die Division nach Frankreich geschickt und landete am 6. Februar in Le Havre. Es folgten weitere Trainingseinheiten, ehe die Soldaten im März im Abschnitt der 7. US-Armee beim XV. Corps an die Front kamen. Im Kampf gegen die Wehrmacht konnte dabei der Westwall durchstoßen werden; Pirmasens wurde am 22. März besetzt. Nach der Überschreitung des Rheins am 30. März ging es über Coburg auf die heutige Bundesautobahn 9. Beim Vorstoß nach Franken wurde Bayreuth am Nachmittag des 14. April besetzt. Weiter südlich wurde nach der Überquerung der Naab Kallmünz am 24. April erreicht. Zwei Tage später, am 26. April, folgte der Schritt über die Donau. Bereits am 25. April war man in Regensburg eingetroffen, wo man zuerst den Stadtteil Stadtamhof besetzte. Am 27. April wurde die komplette Stadt vom Kampfkommandanten an die Amerikaner übergeben. Am 28. April folgte die Einnahme von Straubing. Wenig später konnte die Isar überschritten werden, ehe am 2. Mai die Grenze zu Österreich, seit 1938 Teil des Deutschen Reichs, übertreten wurde. Am 4. Mai wurde in Oberösterreich das KZ-Außenlager Gunskirchen, ein Außenlager des KZ Mauthausen, befreit. Zusammen mit Mitarbeitern des Roten Kreuzes versorgte man die über 5.000 aufgefundenen Häftlinge; in Massengräbern wurden weitere tausende Tote gefunden. Im Mai 1945 ließ die Division ein Buch mit Berichten und Fotos von der Befreiung publizieren, um die Geschehnisse dort zu dokumentieren. Seit 1979 erinnert ein Gedenkstein an die Befreiung des Lagers.
Die Division war zuletzt dem XX. Corps der 3. US-Armee unterstellt und erreichte die Enns, dort traf sie am 8. Mai östlich von Linz auf die Rote Armee. Nach dem Kriegsende verblieb die Division bis zu ihrer Rückkehr in die USA und der Deaktivierung dort als Besatzungstruppe in Europa. 243 Soldaten der Division waren während des Kampfeinsatzes gefallen, 843 waren verwundet worden. Einer der Soldaten, die im Krieg in der 71st Infantry Division dienten, war John Eisenhower, der Sohn des Generals und späteren US-Präsidenten Dwight D. Eisenhower. Letzter Kommandeur der Division war William Westmoreland, späterer Oberbefehlshaber der US-Armee im Vietnamkrieg.
Im Jahr 1954 wurde die Division kurzzeitig reaktiviert. Der Verband war in Alaska stationiert und wurde 1956 wieder aufgelöst, ohne noch weitere Kampfeinsätze absolviert zu haben.

## Organisation
Die 71st Infantry Division gliederte sich in folgende Truppenteile:
- 5th Infantry Regiment
- 14th Infantry Regiment
- 66th Infantry Regiment
- Division Artillery
  - 564th Field Artillery Battalion
  - 607th Field Artillery Battalion
  - 608th Field Artillery Battalion
  - 609th Field Artillery Battalion
- 571st Signal Company
- 771st Ordnance Company
- 251st Quartermaster Company
- 71st Reconnaissance Troop
- 271st Engineer Battalion
- 371st Medical Battalion
- 71st CIC Detachment

## Divisionskommandeure
- Brigadier General Robert L. Spragins, Juli 1943 – Oktober 1944
- Major General Eugene M. Landrum, Oktober – November 1944
- Major General Willard G. Wyman, November 1944 – 16. August 1945
- Brigadier General Onslow S. Rolfe, 17. August 1945 – 10. Oktober 1945
- Major General A. Arnim White, 11. Oktober 1945 – Februar 1946